# Munro (montanhas)

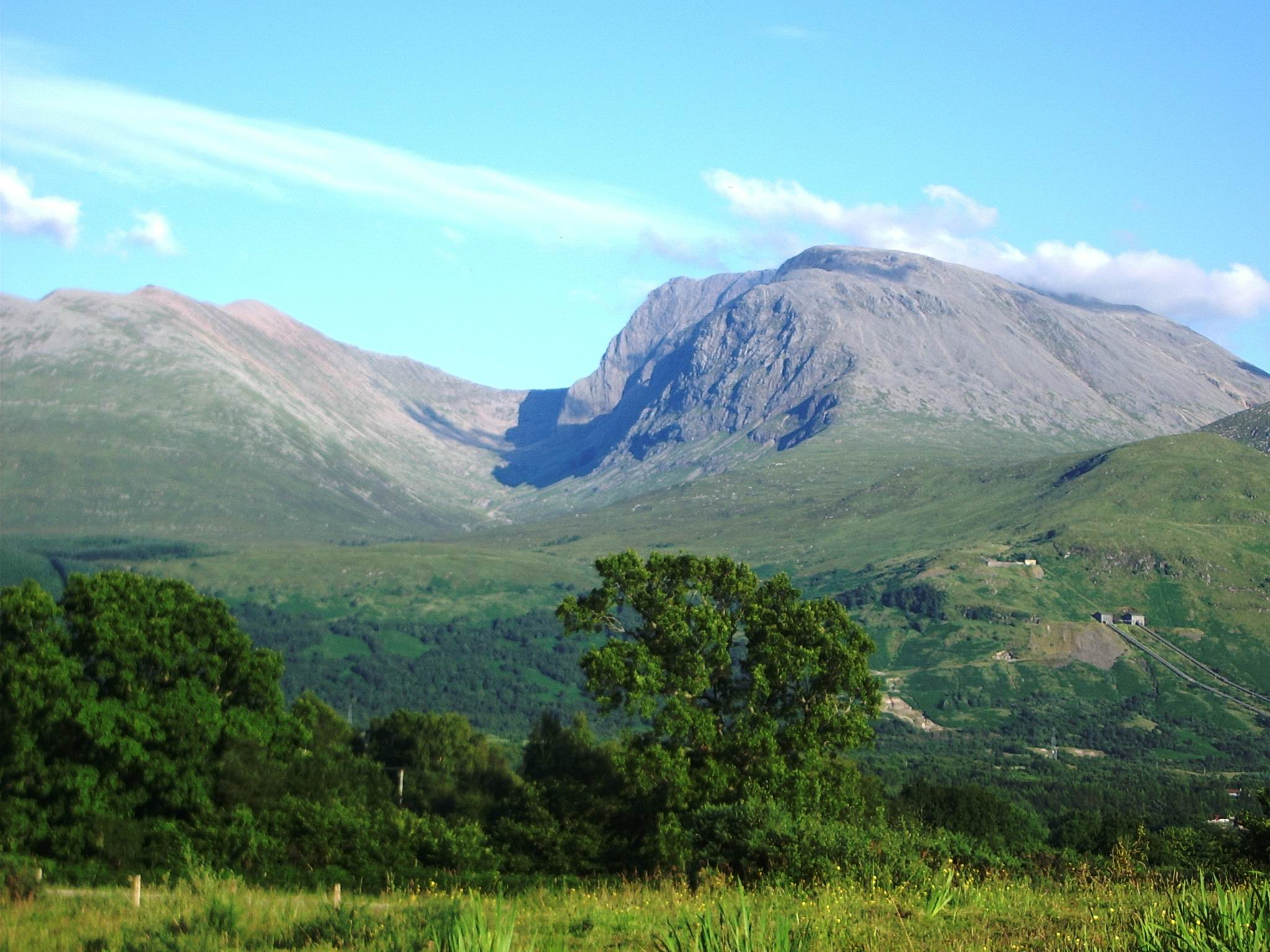
Ben Nevis é o Munro mais alto e a montanha mais alta da Grã-Bretanha

Um Munro (ouvirⓘ; em gaélico escocês:  Rothach) é definido como uma montanha na Escócia com altura superior a 3.000 pés (914,4 m) e que esteja na lista oficial de Munros do Clube Escocês de Montanhismo (Scottish Mountaineering Club - SMC); não há exigência explícita de proeminência topográfica para a classificação. O Munro mais conhecido é o Ben Nevis (Beinn Nibheis), a montanha mais alta das Ilhas Britânicas com 1.345 m.

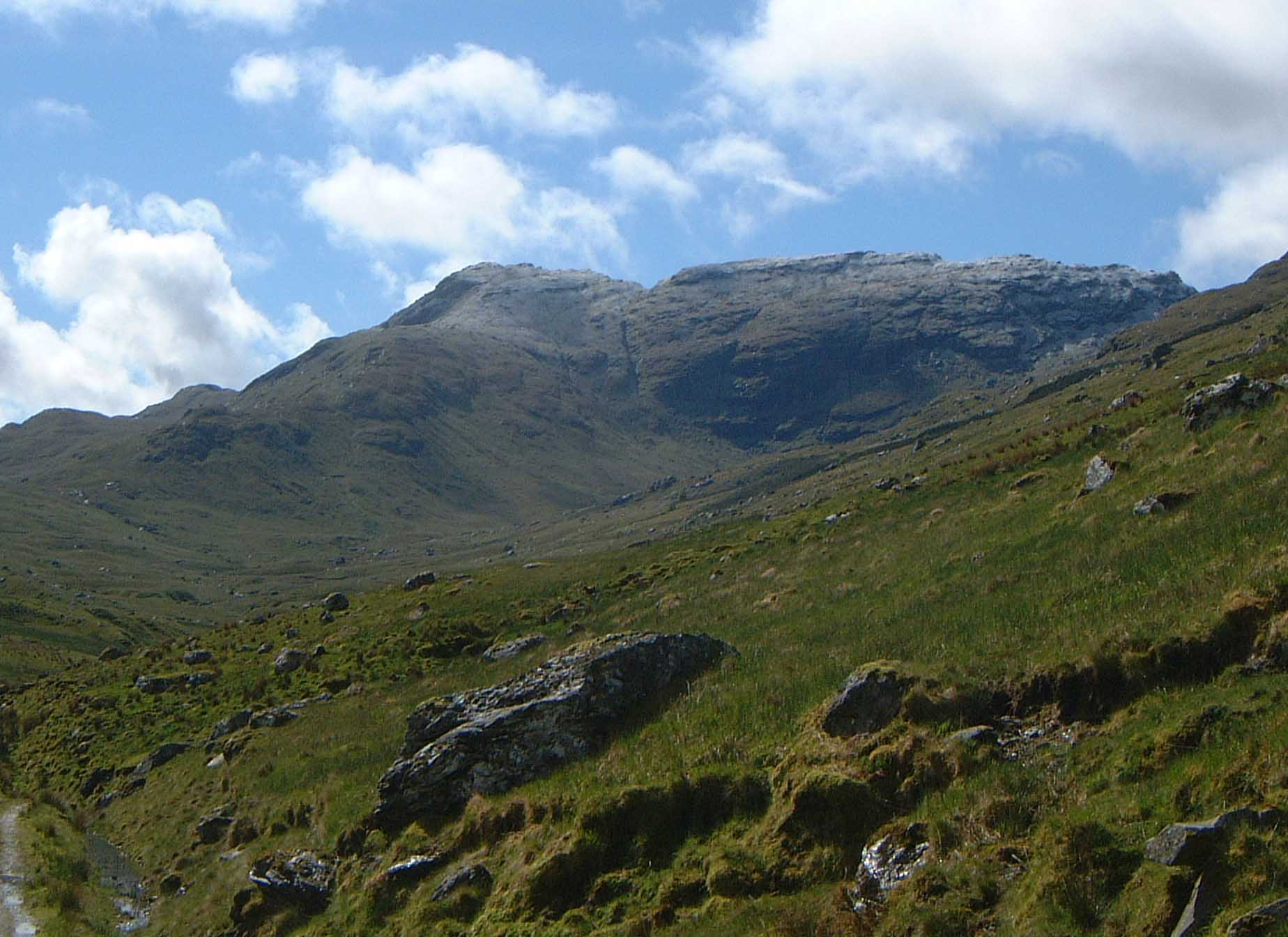
O Beinn a' Chroin em Crianlarich é o Munro mais jovem. Sua classificação foi alterada pelo SMC de Munro Top para Munro em 1997.

O nome Munros vem de Sir Hugh Munro, 4º Baronete (1856-1919), que produziu a primeira lista dessas montanhas, conhecida como Munro's Tables, em 1891.  Também foram incluídos os picos que Munro considerava menores, hoje conhecidos como Munro Tops. A publicação da lista original é geralmente considerada como o evento que marcou a época moderna da conquista de cumes. A lista foi objeto de variações posteriores, mas 255 dos 282 Munros já estavam na lista original de 1891, enquanto 28 dos 226 Munro Tops já foram Munros.
O SMC define como Munro Top os picos escoceses acima de 3.000 ft, mas que são mais baixos do que a montanha principal nas proximidades ou que não são considerados Munros devido à "separação insuficiente". Nesse caso, também será listado o "pico pai" (Parent Peak) do Munro Top, um Munro. As montanhas na Inglaterra, no País de Gales ou na Irlanda que são reconhecidas pelo SMC como tendo as características para classificação como Munro são chamadas Furths por estarem fora da Escócia.
Embora o SMC não use uma métrica de proeminência para classificar os Munros, todos os 282 Munros, com exceção de um, têm proeminência acima de 30 m, sendo a exceção o Maoile Lunndaidh, com 11 m; e, também com exceção do Am Basteir, todos os demais Munros têm proeminência acima de 50 m. Em contraste, 69 Munro Tops têm uma proeminência abaixo de 30 m, embora 14 Munro Tops tenham uma proeminência acima de 100 m; sendo o mais proeminente, Stob na Doire, com 144 m.
Conquistar os Munros (no inglês, Munro bagging) é a atividade de escalar todos os Munros listados. Em 2 de julho de 2024, 7.773  pessoas haviam relatado ter completado uma volta completa. Os montanhistas que completam todos os Munros são chamados de Munroistas. O primeiro Munroista foi A. E. Robertson em 1901; ele está registrado como Munroista Número 1 na lista oficial do SMC. Os munroistas podem se associar à Munro Society. A primeira volta contínua foi concluída por Hamish Brown em 1974, enquanto o recorde de volta contínua autopropelida mais rápida é de Jamie Aarons, corredora de ultramaratona, que completou uma volta em 31 dias, 10 horas e 27 minutos em junho de 2023.

## História

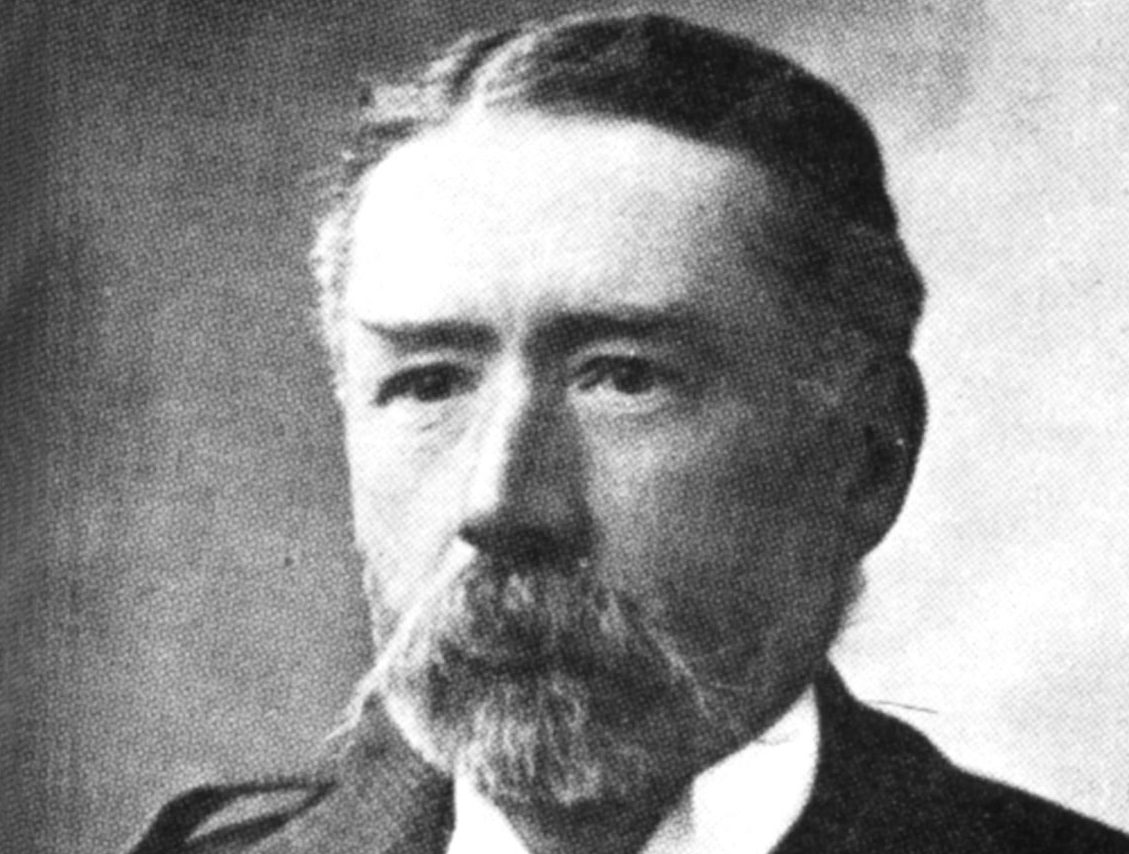
Sir Hugh Munro, 4th Baronet, criador da Munro's Tables

Antes da publicação das Tabelas de Munro em 1891, havia muita incerteza quanto ao número de picos escoceses com mais de 3.000 ft. As estimativas variavam de 31 (nos guias de M.J.B. Baddeley) a 236 (listados na terceira edição de The Highland Sportsman and Tourist, de Robert Hall, publicada em 1884). Quando o SMC foi formado em 1889, um de seus objetivos era remediar esse problema documentando com precisão todas as montanhas da Escócia com mais de 3.000 ft. Sir Hugh Munro, membro fundador do clube, assumiu a tarefa usando sua própria experiência como montanhista, bem como um estudo detalhado da agência cartográfica nacional do Reino Unido, a Ordnance Survey, de mapas de seis polegadas por milha (15,2 cm por 1,61km) na escala (1:10.560) e de uma polegada por milha (2,54 cm por 1,61km) (1:63.360).
Munro pesquisou e produziu um conjunto de tabelas que foram publicadas no Scottish Mountaineering Club Journal em setembro de 1891. As tabelas listaram 538 picos com mais de 3.000 ft, 282 dos quais foram considerados "montanhas separadas". O termo Munro se aplica a montanhas separadas, enquanto os cumes menores são chamados de Munro Tops. Munro não definiu nenhuma medida de proeminência topográfica pela qual um pico se qualificava como uma montanha separada, por isso tem havido debates sobre o quão distintas duas colinas devem ser para serem contadas como dois Munros separados.
O SMC revisou as tabelas, tanto em resposta aos novos dados de altura nos mapas da Ordnance Survey, quanto para abordar a inconsistência percebida em relação aos picos que se qualificam para o status de Munro. Em 1992, a publicação do livro Relative Hills of Britain (Colinas Relativas da Grã-Bretanha), de Alan Dawson, mostrou que três Munro Tops que ainda não eram considerados cumes tinham uma proeminência de mais de 152,4 m. Dado isso, eles seriam qualificados como cumes Corbett se tivessem menos de 3.000 ft. Nas tabelas de 1997, esses três Munro Tops, em Beinn Alligin, Beinn Eighe e Buachaille Etive Beag, ganharam o status de Munro. O livro de Dawson também destacou vários Munro Tops importantes, com até 60 m de proeminência, que não foram listados como Munro Tops. As tabelas de 1997 promoveram cinco deles ao status de Munro completo.
Outros esquemas de classificação na Escócia, como o Corbetts, de 2.500 a 3.000 pés (762 a 914,4 m), e o Grahams, de 2.000 a 2.500 pés (610 a 762 m), exigem que um pico tenha uma proeminência de pelo menos 500 pés (152 m) para ser incluído. Os Munros, no entanto, não têm um conjunto rígido de critérios para inclusão, com muitos picos de menor proeminência listados.
Entre abril de 2007 e julho de 2015, a Munro Society refez o levantamento de 20 montanhas e topos que se sabia estarem próximos de 3.000 ft para determinar sua altura com mais precisão. Em 10 de setembro de 2009, a sociedade anunciou que a montanha Sgùrr nan Ceannaichean, ao sul de Glen Carron, tinha uma altura de 2.996 pés e 10 polegadas (913,43 m). Portanto, o SMC removeu o status de Munro de Sgùrr nan Ceannaichean e essa montanha agora é uma Corbett. Em uma pesquisa realizada no verão de 2011 pela Munro Society, constatou-se que Beinn a' Chlaidheimh estava a 2.998 pés e 8 polegadas (914 m) e, portanto, abaixo da marca Munro. Em 6 de setembro de 2012, o SMC também o rebaixou do status de Munro para Corbett. Em 26 de agosto de 2020, o SMC confirmou que o topo oeste do Beinn a' Chroin, com 938 m, foi excluído como um Munro Top e o topo leste do Beinn a' Chroin tornou-se o novo Munro Top, com 940,1 m. A altura do cume de Beinn a' Chroin também foi alterada para 941,4 m. Em 10 de dezembro de 2020, havia 226 Munro Tops depois que Stob Coire na Cloiche, um Munro Top do Parent Peak Sgùrr nan Ceathramhnan, foi registrado com 912,5 m, excluído como Munro Top e reduzido para Corbett Top.
Em 2 de julho de 2024, o SMC listava 282 Munros e 226 Munro Tops, totalizando 508 cumes.

## Picos notáveis
O Munro mais famoso é o Ben Nevis (em gaélico escocês: Beinn Nibheis), na região de Lochaber. É o pico mais alto das Ilhas Britânicas, com uma elevação de 1.345 m.
Outros Munros bem conhecidos incluem:
- Esses três Munros estão localizados juntos em Cairngorms:
  - Ben Macdui (Beinn Macduibh), com 1.309,3 m,[25] é o segundo pico mais alto das Ilhas Britânicas; Braeriach (Am Bràigh Riabhach), com 1.296 m,[26] é o terceiro pico mais alto das Ilhas Britânicas e Cairn Gorm (An Càrn Gorm), com 1.244,8 m,[27] é o sexto pico mais alto das Ilhas Britânicas.

- Beinn Teallach, 914,6 m[28] em Lochaber, é o Munro mais baixo

- Ben Hope (Beinn Hòb), 927 m,[29] em Sutherland, é o Munro mais ao norte

- Mount Keen (Monadh Caoin), 939,4 m[30] em Glen Mark, é o Munro mais ao leste

- Ben Lomond (Beinn Laomainn), 973,7 m[31] no Parque Nacional Loch Lomond and The Trossachs, é o Munro mais ao sul

- Sgùrr na Banachdaich, 965 m,[32] no Black Cuillin, na Ilha de Skye, é o Munro mais a oeste

- Schiehallion (Sìdh Chailleann), 1.083,3 m,[33] em Perth and Kinross, é um Munro frequentemente descrito como estando no centro da Escócia

- Esses sete Munros estão localizados juntos em Glen Coe:
  - Bidean nam Bian, 1149,4 m;[34]
  - Buachaille Etive Mòr (Buachaille Èite Mòr) (Stob Dearg), 1021,4 m,[35] na entrada de Glen Coe, é a montanha mais fotografada das Ilhas Britânicas
  - Buachaille Etive Mòr (Buachaille Èite Mòr) (Stob na Bròige), 953,4 m[36]
  - Aonach Eagach (Sgor nam Fiannaidh), 967,7 m[37] e Aonach Eagach (Meall Dearg), 952,3 m,[38] são considerados os dois Munros mais difíceis devido à exposição extrema durante a escalada, incluindo a crista mais longa e mais estreita da Grã-Bretanha continental (embora concorram com Liathach e An Teallach por esse título)
  - Buachaille Etive Beag (Buachaille Èite Beag) (Stob Dubh), 958 m[39]
  - Buachaille Etive Beag (Buachaille Èite Beag) (Stob Coire Raineach), 924,5 m[40]

- Esses dez Munros, incluindo um outro citada acima (Sgùrr na Banachdaich), fazem parte do mais espetacular, mais difícil e mais longo desafio de montanhismo em qualquer lugar das Ilhas Britânicas e estão localizados juntos no Black Cuillin, na Ilha de Skye:
  - Sgùrr Alasdair, 992 m;[41] Sgùrr Dearg – Pináculo inacessível, 985,8 m[42] (é o Munro mais difícil e o único Munro com um pico que só pode ser alcançado por escalada em rocha e rapel); Sgùrr a' Ghreadaidh, 972,1 m;[43] Sgùrr nan Gillean, 966,1 m;[44] Bruach na Frìthe, 958,8 m;[45] Sgùrr Mhic Choinnich, 948,1 m;[46] Sgùrr Dubh Mòr, 944 m;[47] Am Basteir (Am Baisteir), 934 m;[48] Sgùrr nan Eag, 926,3 m[49] e Sgùrr a' Mhadaidh, 918 m.[50]

- Blà Bheinn (Blaven), 929 m,[51] no Black Cuillin Outlier (grupo Blaven), na Ilha de Skye

- Esses seis Munros estão localizados juntos em Torridon:
  - Liathach (Spidean a' Choire Lèith), 1.054,8 m;[52] Liathach (Mullach an Rathain), 1.023,8 m;[53] Beinn Eighe (Ruadh-stac Mòr), 1.010 m;[54] Beinn Eighe (Spidean Coire nan Clach), 993 m[55] e Beinn Alligin (Beinn Àilleagan) (Sgùrr Mhòr), 986 m;[56] Beinn Alligin (Beinn Àilleagan) (Tom na Gruagaich), 922 m[57]

- Esses dois Munros estão localizados juntos em Dundonnell
  - An Teallach (Bidean a' Ghlas Thuill), 1.062,6 m[58] e An Teallach (Sgùrr Fiona), 1.058,7 m[59]

- Esses dois Munros estão localizados em Knoydart:
  - Sgùrr na Cìche, 1.040,2 m[60] e Ladhar Bheinn, 1.020 m[61]

- The Saddle (An Dìollaid), 1.011,4 m[62], em Glen Shiel

- Esses dois Munros estão localizados juntos em Wester Ross, entre as Florestas Fisherfield e a Letterewe:
  - A' Mhaighdean, 967 m[63] e Slioch (Sleaghach), 981 m[64]

- Ben Cruachan (Cruach na Beinne), 1127 m,[65] no Loch Awe, dá nome à Estação de Energia Cruachan, uma usina hidrelétrica de armazenamento por bombeamento localizada em uma caverna dentro da montanha

## Munros mais remotos
Segundo o SMC, os munros mais distantes são:
- Carn an Fhidhleir (994 m de altura)[66] de Linn of Dee via White Bridge, tem uma distância de 18,3 km[67]
- A' Mhaighdean (967 m de altura)[68] de Incheril via Gleann Bianasdail, tem uma distância de 17,7km[67]
- Beinn Bheoil (1.019 m de altura)[69] de Rannoch Lodge via Ben Alder Cottage, tem uma distância de 16,8 km[67]
- Ruadh Stac Mor (Ruadh-Stac Mòr) (918,7 m de altura)[70] da A832 perto de Corrie Hallie via Shenavall, tem uma distância de 16,7 km[67]
- Ben Alder (Beinn Eallair) (1.148 m de altura)[71] da estação ferroviária de Corrour via Loch Ossian, tem uma distância de 16,6 km[67]
- Mullach na Dheiragain (982 m de altura)[72] da A87 perto de Cluanie Inn via Alltbeithe, tem uma distância de 16,5 km[67]
- An Sgarsoch (1.006,5 m de altura)[73] de Linn of Dee via White Bridge tem uma distância de 16,4 km[67]

## Conquista dos cumes

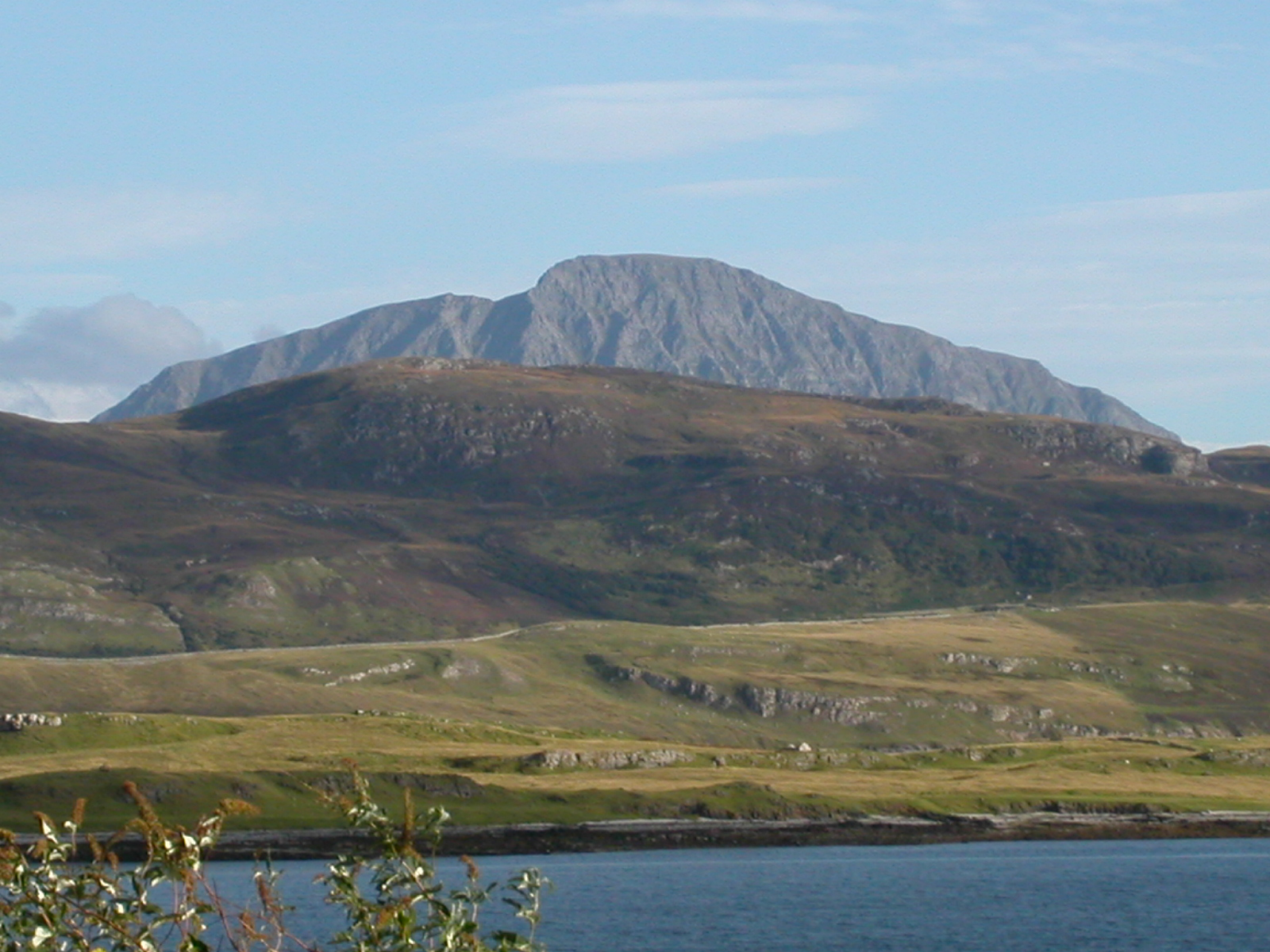
Ben Hope é o Munro mais ao norte

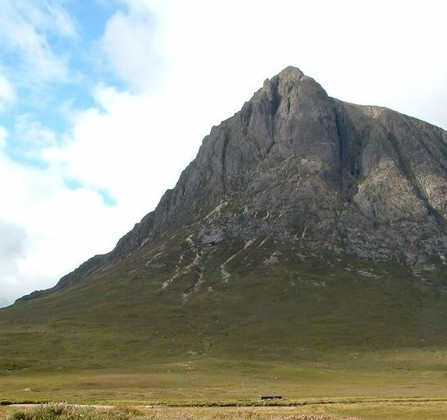
Face nordeste do Buachaille Etive Mòr

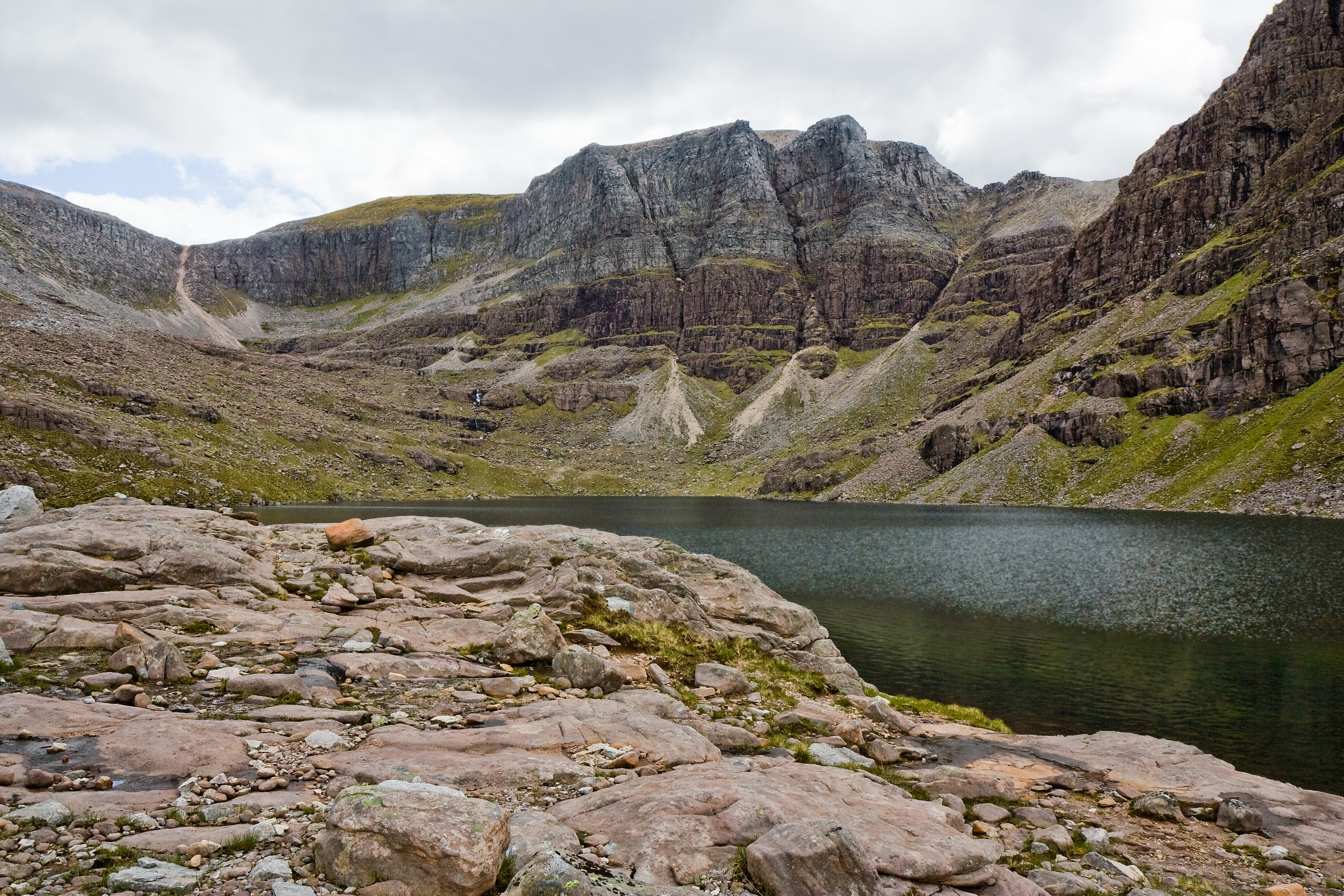
Os contrafortes triplos de Coire Mhic Fearchair em Beinn Eighe

Quando comparados a cadeias continentais, como os Alpes, os picos escoceses geralmente têm menor altura. No entanto, caminhar e escalar neles ainda pode ser perigoso e difícil de navegar pelas rotas recomendadas devido à latitude e à exposição aos sistemas climáticos do Atlântico e do Ártico. Mesmo no verão, o clima pode mudar rapidamente nas montanhas e as condições podem ser atrozes; tempestades, neblina espessa, ventos fortes, chuva torrencial e temperaturas congelantes no cume próximas a 0°C não são incomuns.
As subidas no inverno de alguns Munros são empreendimentos difíceis devido ao clima imprevisível, à probabilidade de gelo e neve e à baixa visibilidade para navegação. Cada subida se torna um teste de habilidade, resistência e determinação, pois os caminhantes navegam por montes de neve, encostas geladas e condições climáticas imprevisíveis. Alguns caminhantes tentam, mesmo despreparados, enfrentar condições climáticas extremas nos topos expostos e fatalidades são registradas todos os anos, geralmente resultantes de escorregões em rochas molhadas ou no gelo.
A atividade de concluir a ascensão a todos os Munro é conhecida como "Munro bagging". O Munro bagging é uma forma de peak bagging. Um caminhante que tenha escalado todos os Munros tem o direito de ser chamado de Munroista. A descida de um Munro por funicular é conhecida como "de-bagging".

### Conclusões notáveis
O Clube Escocês de Montanhismo mantém uma lista de caminhantes que relataram ter completado todos os Munros. Em 2 de julho de 2024, havia 7.773  nomes na lista. (O clube usa a grafia compleator para alguém que completou os Munros).
Hugh Munro nunca completou sua própria lista, perdendo o Càrn an Fhidhleir e o Càrn Cloich-mhuillin (rebaixado para Munro Top em 1981). Diz-se que Sir Hugh não chegou no Pináculo Inacessível de Sgùrr Dearg, na Ilha de Skye, que ele nunca escalou. No entanto, o "In Pinn", como é conhecido coloquialmente no montanhismo escocês, estava listado apenas como um Munro Top em sua lista (apesar de ser vários metros mais alto que o Sgùrr Dearg, que foi listado como o principal Munro Top).
O primeiro a completar os Munros foi o Reverendo A. E. Robertson, em 1901, mais tarde ministro em Braes of Rannoch a partir de 1907. No entanto, pesquisas colocaram em dúvida essa afirmação e não é certo que ele tenha chegado ao cume de Ben Wyvis. Também se sabe que Robertson não escalou o Pico Inacessível de Sgùrr Dearg. Se Robertson for descartado, o primeiro munroísta é Ronald Burn, que completou a escalada em 1923. Burn também é (indiscutivelmente) a primeira pessoa a escalar todos os Munro Tops.
A pessoa com o maior número de rodadas de Munros é Steven Fallon, de Edimburgo, que completou 16 rodadas em 1º de outubro de 2019.
Chris Smith tornou-se o primeiro membro do Parlamento a completar os Munros quando chegou ao cume do Sgùrr nan Coireachan em 27 de maio de 1989.
Ben Fleetwood é provavelmente a pessoa mais jovem a ter completado uma rodada. Ele escalou o último Munro de sua rodada - Ben More - em 30 de agosto de 2011, com 10 anos e 3 meses de idade. O mais jovem a ter feito a conquista sem a presença dos pais ou de um responsável é provavelmente Andy Nisbet, que terminou sua volta em 1972, com 18 anos e 1 mês.

### Voltas contínuas
Hamish Brown fez a primeira volta contínua e autopropelida (em sua maior parte) dos Munros (com exceção das balsas de Skye e Mull) entre 4 de abril e 24 de julho de 1974, com 137.000 m de ascensão e, em sua maior parte, caminhando 2.638 km; apenas 241 km foram de bicicleta. A jornada está totalmente documentada em seu livro Hamish's Mountain Walk. O tempo médio necessário para conquistar todos os Munros é de oito anos.
Em 1984, George Keeping realizou a primeira volta contínua dos Munros totalmente a pé (além da balsa) em 135 dias. Ele completou os picos de 3.000 ft da Inglaterra e do País de Gales em mais 29 dias.
A primeira pessoa a completar uma volta no inverno (todos os Munros em uma temporada de inverno) foi Martin Moran em 1984-85. Sua jornada durou entre 21 de dezembro de 1984 e 13 de março de 1985 (83 dias), ele caminhou 1.654 km com 126.000 m de ascensão. Ele usou transporte motorizado (campervan) para conectar sua caminhada.
No inverno de 2005/06, Steve Perry completou uma volta contínua sem apoio, inteiramente a pé (e de balsa). Ele também é a primeira pessoa a completar duas voltas contínuas de Munro, tendo também caminhado de Land's End a John O'Groats, passando por todas as montanhas de 3.000 ft do continente entre 18 de fevereiro de 2003 e 30 de setembro de 2003.

### Voltas mais rápidas
Em 1990, o corredor internacional de aventura e professor de matemática Hugh Symonds, de Sedbergh, Yorkshire, percorreu todos os 277 Munros partindo de Ben Hope. Ele levou 66 dias e 22 horas. Ele também incluiu correr os outros picos de 3.000 ft na Grã-Bretanha. Depois de conseguir isso em um curto período de 83 dias, quando sua meta era de 100, ele decidiu acrescentar os topos da Irlanda à lista e ainda assim terminou todos os 303 picos em 97 dias.
Em julho de 1992, Andrew Johnstone, de Aberdeen, e Rory Gibson, de Edimburgo, concluíram seu triatlo de montanha pelos Munros batendo o recorde existente em cinco dias. Eles começaram em 29 de maio e terminaram às 20h30 de 15 de julho no cume do Ben Hope, o Munro mais ao norte, concluindo uma jornada que começou 51 dias e 10 horas antes na Ilha de Mull. Depois de nadar em lagos, pedalar por estradas das montanhas e correr em alguns dos terrenos mais desolados e perigosos da Grã-Bretanha, eles percorreram 2.250 km.
Charlie Campbell, um ex-carteiro de Glasgow, deteve o recorde de volta mais rápida dos Munros entre 2000 e 2010. Ele completou sua volta em 48 dias, 12 horas e 0 minutos, terminando em 16 de julho de 2000, em Ben Hope. Ele pedalou e nadou entre os Munros; nenhum transporte motorizado foi utilizado.
O recorde de Campbell foi quebrado por Stephen Pyke, de Stone, Staffordshire, em 2010, que completou a volta em 39 dias, 9 horas e 6 minutos. A volta de Pyke começou na Ilha de Mull em 25 de abril de 2010 e terminou em Ben Hope em 3 de junho de 2010. Ele pedalou e andou de caiaque entre os Munros; nenhum transporte motorizado foi usado. Ele contou com o apoio de uma equipe de suporte em um motor home, mas teve que acampar nas áreas mais remotas.
Em 18 de setembro de 2011, Alex Robinson e Tom O'Connell concluíram uma volta contínua autopropelida no Ben Hope em um tempo de 48 dias, 6 horas e 56 minutos. Com apenas 21 anos de idade, Alex se tornou a pessoa mais jovem a concluir uma volta contínua sem o uso de qualquer transporte motorizado.
Em 17 de setembro de 2017, o recorde contínuo de autopropulsão feminina foi quebrado por Libby Kerr e Lisa Trollope em 76 dias e 10 horas. Mais tarde, esse recorde seria esmagadoramente quebrado por Jamie Aarons em 26 de junho de 2023, que também quebraria o recorde da volta mais rápida de todos os tempos, tanto para homens quanto para mulheres.
Em 2 de setembro de 2020, o recorde de Pyke de volta contínua autopropelida mais rápida foi quebrado pelo ex-fuzileiro naval Donnie Campbell, de Inverness. Ele completou sua volta em 31 dias, 23 horas e 2 minutos, começando na Ilha de Mull em 1º de agosto de 2020 e terminando em Ben Hope em 2 de setembro de 2020. Campbell correu os 282 Munros, pedalou e andou de caiaque entre eles. Enquanto marcava a montanha Mòruisg nas nuvens, ele confundiu o grande monte de pedras com o cume e teve que voltar para cima, escalando o Munro duas vezes. No 31° dia, ele conquistou18 Munros. Ele foi apoiado por uma equipe que viajava em seu motorhome, que também transportou sua bicicleta para que ele seguisse uma rota mais linear.
Em 26 de junho de 2023, Jamie Aarons, da Califórnia, quebrou o recorde anterior de volta mais rápida de todos os tempos em mais de 12 horas, que pertencia a Donnie Campbell, ao completar uma volta contínua totalmente autopropelida em 31 dias, 10 horas e 27 minutos. Ela também correu, pedalou e andou de caiaque entre cada um dos Munros, cobrindo um total de cerca de 1.500 km a pé e aproximadamente a mesma distância de bicicleta. Ela começou em Ben More, em Mull, e terminou em Ben Klibreck, em Sutherland, arrecadando £14.000 para a World Bicycle Relief.

## Furth
Furths são montanhas que atendem aos critérios de classificação para ser um Munro escocês, incluindo mais de 3.000 ft (914,4 m) de altitude, mas que estão fora (furth) da Escócia. O SMC reconhece seis picos na Inglaterra, quinze no País de Gales e treze na Irlanda que seriam Munros ou Munro Tops se estivessem na Escócia. Eles são chamados de Furth Munros, ou Munros ao sul da Escócia. O primeiro a conquistar os Furth registrado é James Parker, que completou o Tryfan (Snowdonia) em 19 de abril de 1929.